# 夜 (米开朗基罗)

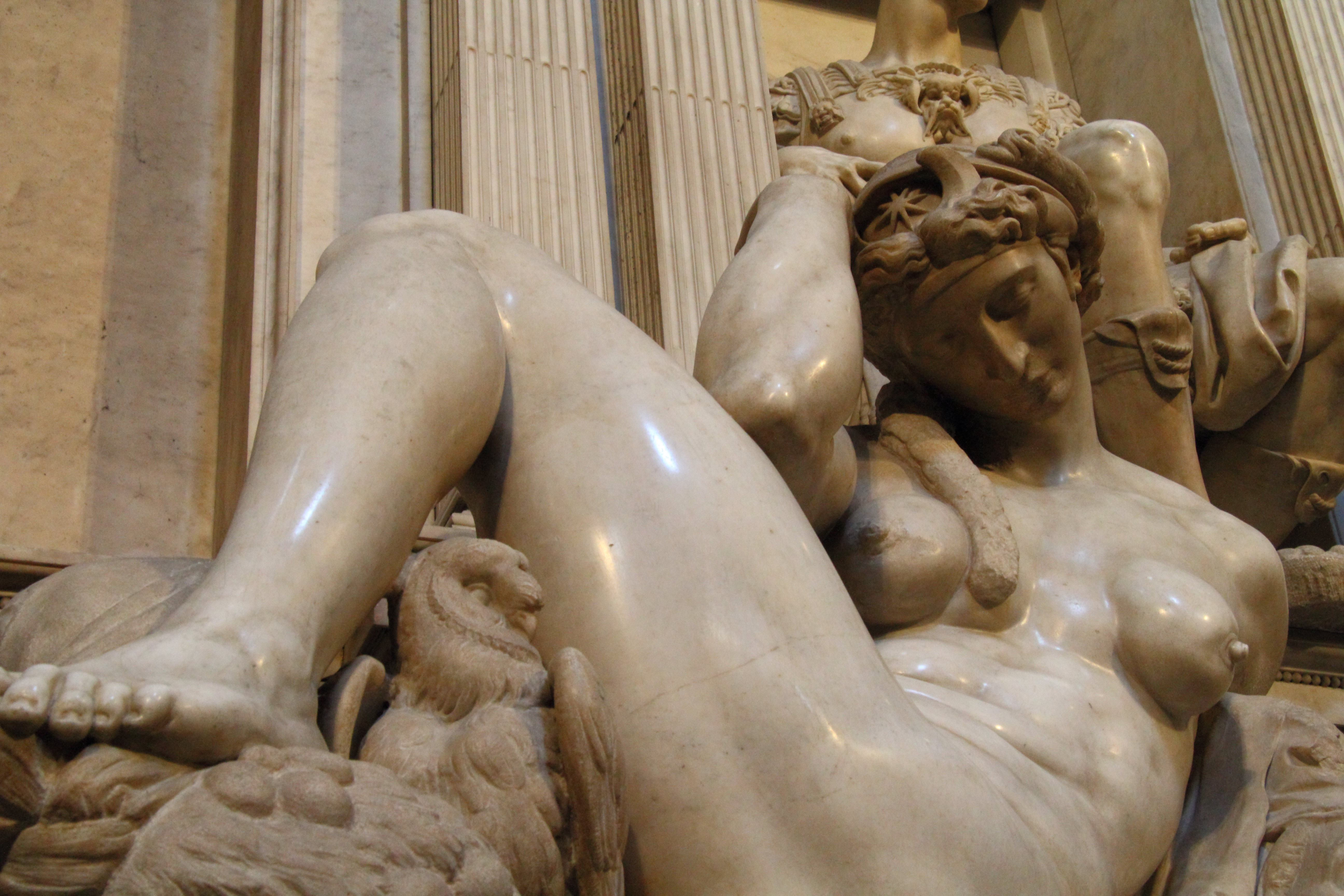
佛罗伦萨的原作

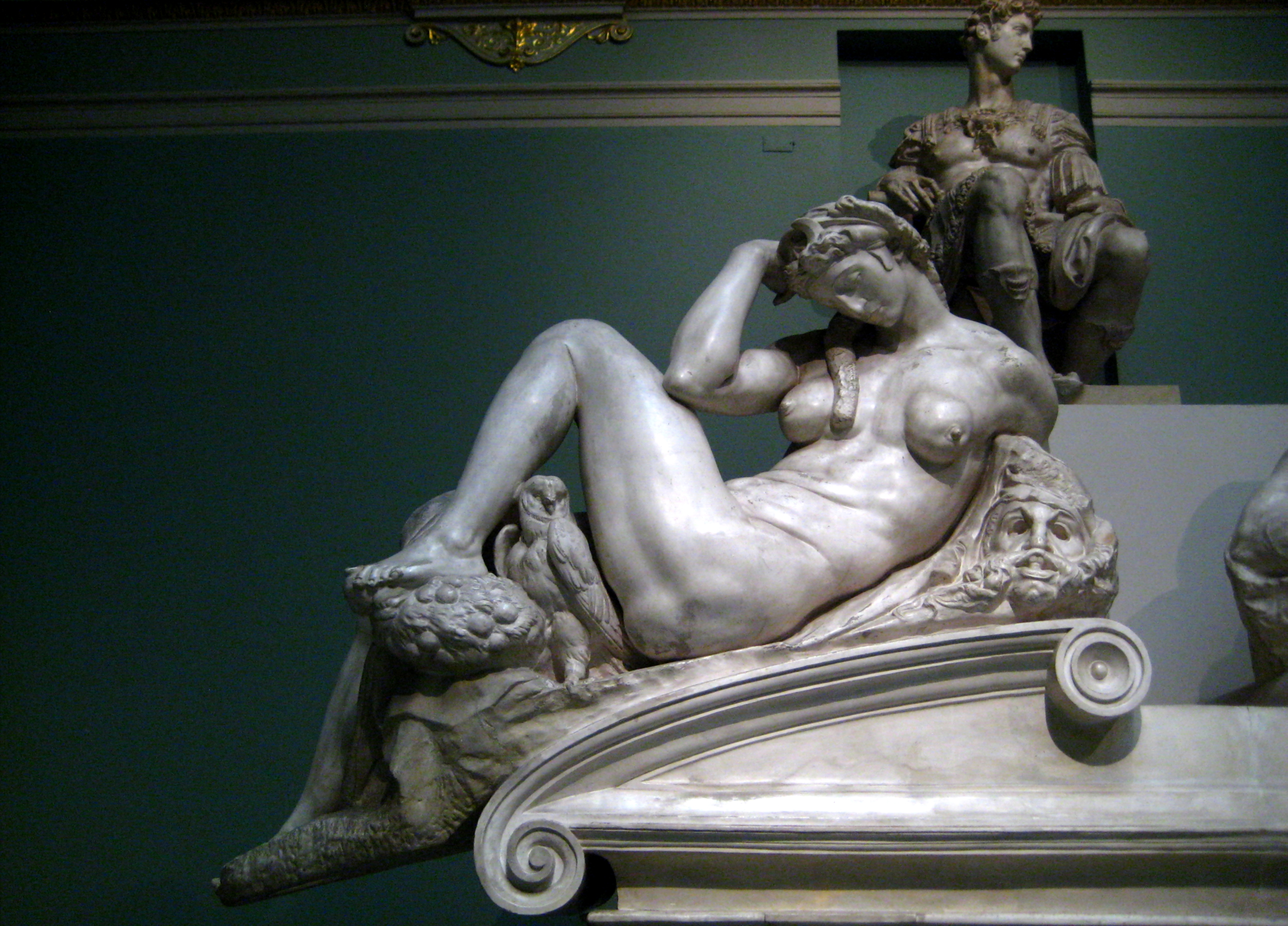
莫斯科普希金美术馆的复制品

《夜》（意大利语：Notte，英语：Night）是意大利文艺复兴全盛期大师米开朗基罗的一尊大理石雕塑，创作于1526–1531年。这尊雕塑位于意大利中部佛罗伦萨的圣老楞佐圣殿（Basilica di San Lorenzo）美第奇小圣堂的新祭衣间（Sagrestia Nuova），用于装饰美第奇家族的朱利亚诺·德·美第奇 (内穆尔公爵)（1479–1516年）的陵墓，与《夜》构成一对：《夜》位于左侧，是一位女子；而《日》位于陵墓右侧，是一位男子。
米开朗基罗的《夜》与《晨》两尊雕塑的姿势，模仿了古代雕塑《沉睡的阿里阿德涅》。

## 诗歌
法国诗人夏尔·波德莱尔的诗集《恶之花》中有一首诗《理想》（L'Idéal）写到这尊雕像：  
Ou bien toi, grande Nuit, fille de Michel-Ange,

Qui tors paisiblement dans une pose étrange

Tes appas façonnés aux bouches des Titans!
或者是你，伟大的《夜》，米开朗基罗的女儿,

平静地扭曲，以奇妙的姿势倾斜

你的魅力是由泰坦的嘴来塑造!